# Anna Róża Gattorno
Anna Róża Gattorno, właśc. wł. Rosa Maria Benedetta Gattorno (ur. 14 października 1831 w Genui, zm. 6 maja 1900) – wdowa, założycielka instytutu  Córek św. Anny, Matki Maryi Niepokalanej, błogosławiona Kościoła rzymskokatolickiego.
Pochodziła z zamożnej rodziny. Na chrzcie otrzymała imiona Róża Maria Benedykta. Mając 21 lat wyszła za mąż i przeniosła się do Marsylii. Z tego związku miała troje dzieci. Po pięciu latach małżeństwa została wdową.
Współzałożycielem instytutu Zgromadzenia Córek św. Anny, Matki Maryi Niepokalanej w Piacenzy był o. Giovanni Battista Tornatore, który opracował jego regułę. Instytut powstał 8 grudnia 1866 roku, a w 4 lata później Róża Maria Gattorno złożyła śluby zakonne (8 kwietnia 1870) i przyjęła imię Anna.
Zgromadzenie zostało formalnie zatwierdzone w 1879, a jego reguła w 1892 roku.
Anna Róża Gattorno zmarła w wieku 69 lat w opinii świętości.
9 kwietnia 2000 została beatyfikowana przez papieża Jana Pawła II.